# Cộng hòa Đảo Rose
Cộng hòa Đảo Rose (tiếng Quốc Tế Ngữ: Respubliko de la Insulo de la Rozoj; tiếng Ý: Repubblica dell'Isola delle Rose) là một vi quốc gia tồn tại ngắn ngủi trên một công trình nhân tạo ở biển Adriatic, cách 11 km (6,8 mi) từ bờ biển của tỉnh Rimini, Ý.
Nó được xây dựng bởi kỹ sư người Ý Giorgio Rosa, tự xưng tổng thống và tuyên bố nó là một quốc gia độc lập vào ngày 1 tháng 5 năm 1968. Đảo Rose có chính phủ, tiền tệ, bưu điện và các cơ sở thương mại. Ngôn ngữ chính thức là tiếng Quốc Tế Ngữ. Tuy nhiên, nó chưa bao giờ được công nhận là quốc gia có chủ quyền. Bị chính phủ Ý coi là một mưu đồ của Rosa nhằm quyên tiền từ khách du lịch trong khi trốn thuế nhà nước, Đảo Rose bị lực lượng cảnh sát Ý chiếm đóng vào ngày 26 tháng 6 năm 1968, chịu sự phong tỏa của hải quân và cuối cùng bị phá hủy vào tháng 2 năm 1969.
Kể từ thập kỷ đầu tiên của thế kỷ 21, lịch sử của Đảo Rose là chủ đề của các tài liệu nghiên cứu và khám phá lại dựa trên khía cạnh không tưởng của nguồn gốc của nó.

## Tên gọi
Rosa đã đặt tên vi quốc gia của mình trong tiếng Quốc Tế Ngữ là Libera Teritorio de la Insulo de la Rozoj (tiếng Ý: Libero Territorio dell'Isola delle Rose), sau đó trở thành Esperanta Respubliko de la Insulo de la Rozoj (Cộng hòa Esperanto của Đảo Rose). Tạp chí định kỳ chính thức của nó mang tên Osservatore Domenicano, được xuất bản với sự cộng tác của các cha Dòng Đa Minh ở Bologna, những người có quan hệ chặt chẽ với Rosa.
Người ta tin rằng thuật ngữ Quốc Tế Ngữ Rozoj (tiếng Ý: rose) được mượn từ họ của Giorgio Rosa, nhà thiết kế và xây dựng công trình nhân tạo, cũng như người đã truyền cảm hứng cho tổ chức nhà nước, cũng như mong muốn của ông "thấy hoa hồng (Rose) nở trên biển".

## Lịch sử

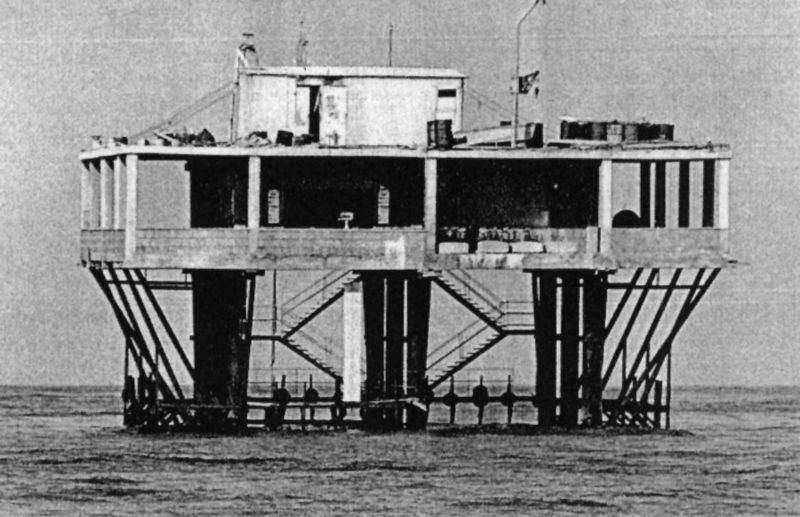
Nước Cộng hòa Đảo Rose

Năm 1967, kỹ sư người Ý Giorgio Rosa đã tài trợ việc xây dựng một công trình rộng 400 mét vuông (4.300 mét vuông) được đỡ bởi chín giá treo và trang bị cho nó một số cơ sở thương mại, bao gồm nhà hàng, quán bar, hộp đêm, cửa hàng lưu niệm và bưu điện. Một số báo cáo cũng đề cập đến sự hiện diện của một đài phát thanh, nhưng điều này vẫn chưa được xác nhận.
Công trình tuyên bố độc lập vào ngày 1 tháng 5 năm 1968, dưới tên Quốc Tế Ngữ Insulo de la Rozoj, với Rosa là tổng thống tự xưng. Cả từ Quốc Tế Ngữ rozo (số nhiều: rozoj) lẫn tiếng Ý rose (số nhiều: rose) đều có nghĩa là "hoa hồng". Ngay sau đó, Đảo Rose đã phát hành một số con tem, trong đó có một con tem hiển thị vị trí gần đúng của Đảo Rose trên biển Adriatic. Đơn vị tiền tệ của nước cộng hòa là milo, về sau được dịch thành miloj trong tiếng Quốc Tế Ngữ. Họ đã in một số con tem, nhưng không in tiền giấy và tiền xu.
Hành động của Rosa bị chính phủ Ý coi là một mưu đồ để quyên tiền từ khách du lịch trong khi tránh thuế nhà nước. Cho dù đây có phải là lý do thực sự đằng sau các hoạt động của Rosa hay không, thì phản ứng của chính phủ Ý rất nhanh chóng: một nhóm bốn sĩ quan carabinieri và Guardia di Finanza đã đổ bộ lên hòn đảo và nắm quyền kiểm soát. Hội đồng Chính phủ của Đảo Rose được cho là đã gửi một bức điện, có lẽ là tới chính phủ Ý, để phản đối "sự vi phạm chủ quyền của nước này và ảnh hưởng đến ngành du lịch của đảo do quân đội chiếm đóng", nhưng điều này đã bị bỏ qua.
Vào ngày 13 tháng 2 năm 1969, Hải quân Ý đã sử dụng chất nổ để phá hủy Đảo Rose, một hành động sau đó được khắc họa trên tem bưu chính do chính phủ lưu vong tự xưng của Rosa phát hành. Chỉ có một trường hợp tử vong được thống kê nhưng chưa bao giờ được xác nhận. Con chó của Rosa được cho là đã đứng trên công trình khi nó phát nổ.
Rosa qua đời vào năm 2017. Trước khi mất, ông đã chúc phúc cho một bộ phim về Đảo Rose, được công chiếu sau đó ba năm.

## Trong văn hóa đại chúng
- Đảo Rose xuất hiện trong cuốn truyện tranh Ý Martin Mystère.[9]
- Đảo Rose, một bộ phim năm 2020 dựa trên câu chuyện về nước cộng hòa, do Sydney Sibilia đạo diễn, được công chiếu trên Netflix vào ngày 8 tháng 12 năm 2020.[8]